# 翟世寧
翟世寧，山西曲沃人，清朝政治人物。举人出身。
乾隆五十四年署，擔任廣東廣州府永安縣知縣（現紫金縣知縣）。后由高應龍接任。